# Mager

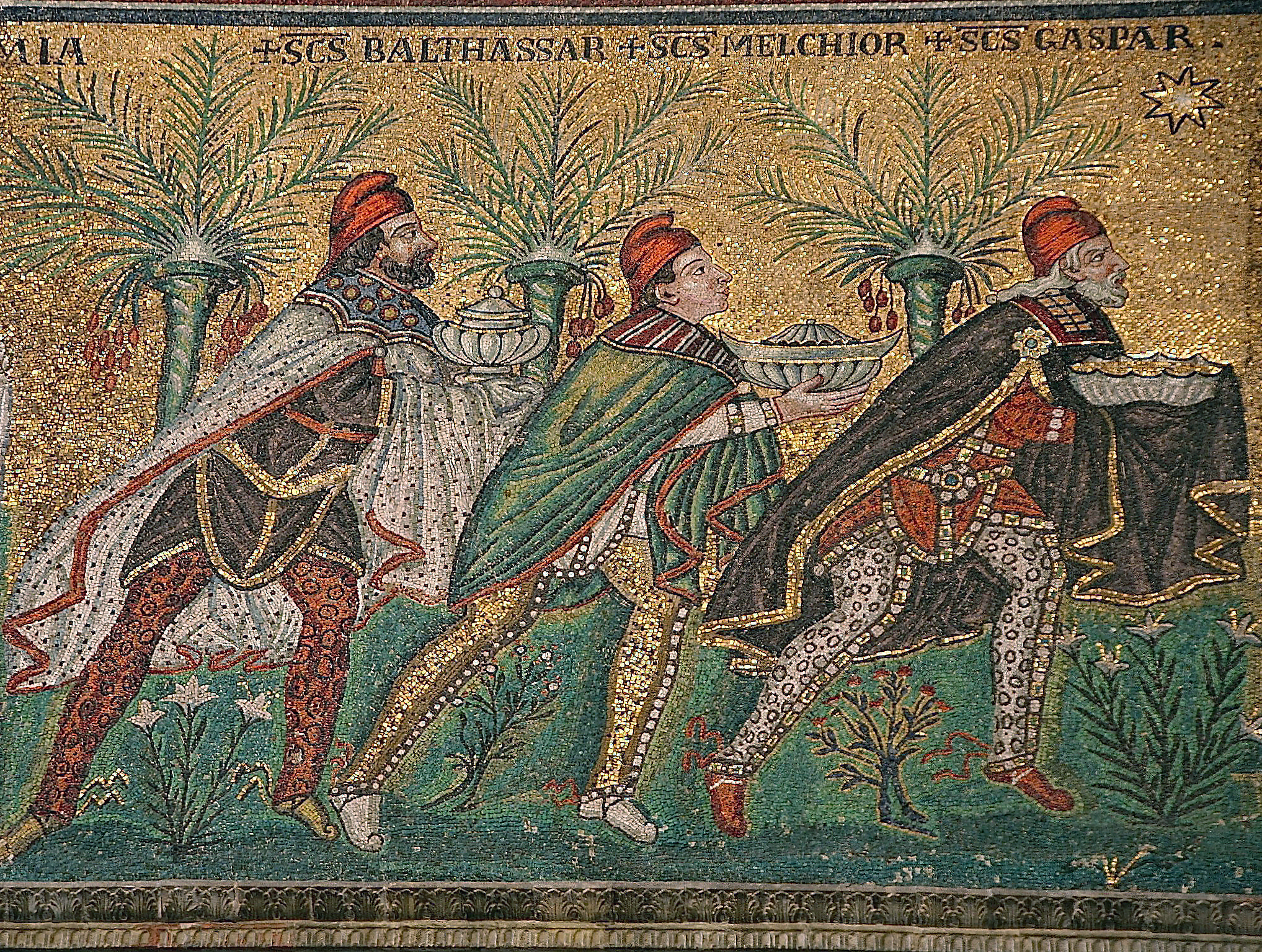
De tre vise männen, avbildade på en mosaik från renässansen i St Apollinarius basilika i Ravenna. Enligt traditionen hette de Kaspar, Melchior och Balthasar.

Mager (latin magi (sing. magus), grekiska μαγοι (sing. μάγος) var en folkstam från landet Medien under antiken, vilka - efter att de erövrats av Persiska riket omkring 550 f.Kr. - fick ansvar för religiösa göromål och begravningsriter. De anslöt sig till den zoroastriska läran under akemenidisk tid, dock genom omtolkningar av Zarathustra. Deras egenartade religionsfusion kallas numera zurvanism, vilket blev den dominerande trosuppfattningen under sassaniderna (226–650 e.Kr.). Efter 900-talet fanns ingen levande utövning av zurvanismen.
De bäst kända magerna var "de tre vise männen" i Bibeln, vilkas gravar Marco Polo påstod sig ha funnit i vad som numera är stadsdelen Saveh i Teheran, Iran. Vise män från österns länder nämns i Matteusevangeliet, kapitel 2, där "mager" ibland översätts med "stjärntydare", det vill säga astrologer.
Det finns två möjliga betydelser av ordet. I Herodotos Historia nämns magerna som en religiös kast. Herodotos kallar stammen från Medien magoi, men det är möjligt att sambandet är språkhistoriskt och inte har en faktisk orsak.
Herodotos berättar att magerna kunde tolka drömmar, och filosofer senare, till exempel Heraklitos, använde ordet i överförd bemärkelse för att beteckna underhållare som sysslade med trollkonster - som filosoferna i fråga förhöll sig skeptiska till. Under hellenismen började magos betyda "magisk", i uttrycket magas techne "ars magica", som hos Filostratos. Detta blev så småningom den moderna betydelsen i orden magi, magiker, etc.
Enligt Herodotos var magerna en av sex mediska stammar. I Jeremia i Gamla testamentet nämns en Nergal Shareser som den "överste magern" (39:3, 39:13). Det finns även brahminer i Indien som dyrkar solen som kallas Maga, vilket kan tyda på ett etymologiskt samband.